# Aphanisma blitoides
Genre
Espèce
Aphanisma est un genre de plantes monotypique de la famille des Amaranthaceae, qui comprend une seule espèce, Aphanisma blitoides, originaire d'Amérique du Nord.
Il s'agit d'une plante annuelle rare, croissant sur les plages du littoral de la Basse-Californie et du sud de la Californie, y compris les Channel Islands.
C'est une plante succulente adaptée aux milieux salins qui se rencontre en bord de mer sur le sable ou dans les broussailles.
Elle a de nombreuses tiges grêles, étalées, quelques feuilles vertes réduites, et des fleurs minuscules. Les tiges âgées sont rouge vif. Cette plante se raréfie en raison de la disparition de son habitat côtier. Elle a disparu d'une grande partie de son aire de répartition naturelle.

## Liste d'espèces
Selon GRIN (21 juin 2014) :
- Aphanisma blitoides Nutt. ex Moq.